# Напа (округ, Каліфорнія)
Шаблон:StateAbbr_ 38°30′ пн. ш. 122°19′ зх. д. / 38.5° пн. ш. 122.32° зх. д.
Округ Напа (англ. Napa County) — округ (графство) у штаті Каліфорнія, США. Ідентифікатор округу 06055.

## Історія
Округ утворений 1850 року.

## Демографія
За даними перепису 2000 року
загальне населення округу становило 124279 осіб, зокрема міського населення було 104450, а сільського — 19829.
Серед мешканців округу чоловіків було 62016, а жінок — 62263. В окрузі було 45402 домогосподарства, 30694 родин, які мешкали в 48554 будинках.
Середній розмір родини становив 3,16.
Віковий розподіл населення поданий у таблиці:
| Стать    | До 15 років | 15-21 | 22-29 | 30-39 | 40-49 | 50-65 | 65-85 | Понад 85 |
| -------- | ----------- | ----- | ----- | ----- | ----- | ----- | ----- | -------- |
| Чоловіки | 12709       | 6228  | 6172  | 8919  | 9554  | 10247 | 7191  | 996      |
| Жінки    | 12001       | 5405  | 5322  | 8545  | 9697  | 10394 | 8969  | 1930     |

## Суміжні округи
- Йоло — північний схід
- Солано — схід
- Сонома — захід
- Лейк — північний захід

## Виноски
1. ↑  U.S. Decennial Census. United States Census Bureau. Процитовано 28 вересня 2015.(англ.) Наведено за англійською вікіпедією.
2. ↑  Historical Census Browser. University of Virginia Library. Архів оригіналу за 11 серпня 2012. Процитовано 28 вересня 2015.(англ.) Наведено за англійською вікіпедією.
3. ↑  Forstall, Richard L., ред. (27 березня 1995). Population of Counties by Decennial Census: 1900 to 1990. United States Census Bureau. Процитовано 28 вересня 2015.(англ.) Наведено за англійською вікіпедією.
4. ↑  Census 2000 PHC-T-4. Ranking Tables for Counties: 1990 and 2000 (PDF). United States Census Bureau. 2 квітня 2001. Процитовано 28 вересня 2015.(англ.) Наведено за англійською вікіпедією.
5. ↑  State & County QuickFacts. United States Census Bureau. Архів оригіналу за 3 липня 2011. Процитовано 4 квітня 2016.(англ.) Наведено за англійською вікіпедією.
6. ↑  American FactFinder. Бюро перепису населення США. Архів оригіналу за 26 лютого 2012. Процитовано 31 січня 2008.

| США | Це незавершена стаття з географії США. Ви можете допомогти проєкту, виправивши або дописавши її. |